# Stara Lipa (Polska)
Stara Lipa – osada w Polsce, w województwie pomorskim, w powiecie starogardzkim, w gminie Kaliska.
Do 2023 miejscowość była osadą wsi Cieciorka.
Miejscowość wchodzi w skład sołectwa Cieciorka.
Osada Stara Lipa jest położona na północno-wschodnim skraju gminy Kaliska, tuż przy granicy z gminą Zblewo. Jest to jedyna osada o takiej nazwie w Polsce. Nazwę swoją zawdzięcza prawdopodobnie nazwisku pierwszych jej właścicieli - Lipskich. Nazwa Lippe, jest wymieniana m.in. w księdze ślubów w parafii Zblewo, z okazji zawarcia związku małżeńskiego przez mieszkańców osady, w 1801 roku.
Według stanu na koniec 2007 roku, osada liczyła 12 mieszkańców zameldowanych na pobyt stały.
Do roku 1955, w którym to na podstawie ustawy o reformie podziału administracyjnego utworzono gromadę Kaliska, Stara Lipa pozostawała w powiecie kościerskim, w gminie Stara Kiszewa.
W latach 1975–1998 miejscowość administracyjnie należała do województwa gdańskiego.